# Trondheimi repülőtér
Az Trondheimi repülőtér (IATA: TRD, ICAO: ENVA) Norvégia egyik nemzetközi repülőtere, amely Stjørdal Municipality közelében található. Éves utasforgalma 3 803 933 fő (2022).

## Futópályák
A repülőtér futópályái:
- 09/27 (2999 m, 45 m, beton, aszfalt)

## Forgalom
Az utasforgalom az elmúlt években az alábbi módon változott:
| Utasok száma | 2 831 607 | 2 529 876 | 2 935 799 | 3 406 281 | 3 521 734 | 4 160 284 | 4 352 721 | 4 428 897 | 1 802 826 | 3 803 933 |
|              | 2000      | 2002      | 2005      | 2007      | 2010      | 2012      | 2015      | 2017      | 2020      | 2022      |